# Eminia antennulifera
Eminia antennulifera är en ärtväxtart som först beskrevs av John Gilbert Baker, och fick sitt nu gällande namn av Paul Hermann Wilhelm Taubert. Eminia antennulifera ingår i släktet Eminia och familjen ärtväxter. Inga underarter finns listade i Catalogue of Life.